# 岡山県小学校の廃校一覧
岡山県小学校の廃校一覧（おかやまけんしょうがっこうのはいこういちらん）は、岡山県内の廃校になった小学校の一覧。対象となるのは、学制改革（1947年）以降に廃校となった小学校、および分校である。校名は廃校当時のもの。廃校時に小学校が所在した自治体がその後合併により消滅している場合は、現行の自治体に含める。また現在休校中の県内の小学校（分校）も、その多くは実質上、廃校と同じ状態にあるため参考として記載する。
（）内は、廃校になった年（休校の場合は、その措置が取られた年）である。

## 都市部

### 岡山市
- 岡山市立今小学校（1959年白石小および岡山市立大野小学校の一部と統合し岡山市立西小学校へ）[1]
- 岡山市立白石小学校（1959年今小および大野小の一部と統合し西小へ）[1]
- 岡山市立犬島小学校（1989年休校、1991年岡山市立朝日小学校へ統合）[2]
- 岡山市立深柢小学校（2001年内山下小と統合し岡山中央南小へ）[3]☆廃校後、2005年まで岡山中央南小の校舎・校地として使用された。跡地は2016年12月1日から川崎医科大学総合医療センターに転用。
- 岡山市立内山下小学校（2001年深柢小と統合し岡山中央南小へ）[3]
- 岡山市立南方小学校（2001年弘西小と統合し岡山中央北小へ）[3]☆廃校後、2005年まで岡山中央北小の校舎・校地として使用された。
- 岡山市立弘西小学校（2001年南方小と統合し岡山中央北小へ）[3]☆2005年、跡地に岡山中央小の校舎が建設された。
- 岡山市立出石小学校（2002年岡山中央北小・岡山中央南小・岡山市立鹿田小学校へ分割統合）[4]
- 岡山市立牧石小学校牧山分校（2004年）[5]
- 岡山市立岡山中央北小学校（2005年岡山中央南小と統合し岡山市立岡山中央小学校へ）[3]
- 岡山市立岡山中央南小学校（2005年岡山中央北小と統合し岡山中央小へ）[3]☆跡地は2016年12月1日から川崎医科大学総合医療センターに転用。
- 岡山市立大井小学校（2011年統合により岡山市立蛍明小学校へ）[6]
- 岡山市立福谷小学校（同上）[6]
- 岡山市立高田小学校（同上）[6]
- 岡山市立大宮小学校（2022年太伯小、幸島小、朝日小、岡山市立山南中学校と統合し義務教育学校の岡山市立山南学園へ）[7]
- 岡山市立太伯小学校（2022年大宮小、幸島小、朝日小、山南中と統合し山南学園へ）[7]
- 岡山市立幸島小学校（2022年大宮小、太伯小、朝日小、山南中と統合し山南学園へ）[7]
- 岡山市立朝日小学校（2022年大宮小、太伯小、幸島小、山南中と統合し山南学園へ）[7]
- 建部町立建部小学校〈旧〉（1948年上建部小と統合し岡山市立建部小学校〈当時：建部町立〉へ）[8]
- 建部町立上建部小学校（1948年建部小〈旧〉と統合し建部小〈新〉へ）[8]
- 建部町立竹枝小学校大田分校（1964年建部小〈新〉へ統合）[8]
- 建部町立福渡小学校〈旧〉（1977年鶴田小と統合し岡山市立福渡小学校〈当時：建部町立〉へ）[9]
- 建部町立鶴田小学校（1977年福渡小〈旧〉と統合し福渡小〈新〉へ）[9]
- 西大寺市立西大寺小学校芳野分校（1958年芳野校舎となり、1959年9月廃止）[10]
- 瀬戸町立大内小学校[11]（1961年岡山市立千種小学校〈当時：瀬戸町立〉へ統合）
- 瀬戸町立弓削小学校[11]（同上）
- 瀬戸町立玉井小学校（1968年岡山市立江西小学校〈当時：瀬戸町立〉へ統合）[12]
- 足守町立岩田小学校（1965年日近小と統合し高田小へ）[13]
- 足守町立日近小学校（1965年岩田小と統合し高田小へ）[13]
- 御津町立葛城小学校大月分校（1962年）[14]
- 御津町立甘泉小学校（1966年金川小へ統合）[15]
- 御津町立宇垣小学校（1972年葛城小と統合し御津町立南小学校〈現：岡山市立御津南小学校〉へ）[16]
- 御津町立葛城小学校（1972年宇垣小と統合し南小へ）[16]
- 御津町立金川小学校（2001年承芳小と統合し岡山市立御津小学校〈当時：御津町立〉へ）[15]
- 御津町立承芳小学校（2001年金川小と統合し御津小へ）[15]☆旧校地は、2004年から（私立）朝日塾中等教育学校〈当時：朝日塾中学校・朝日塾高等学校〉の校舎・校地として使用。
- 一宮町立馬屋下小学校横尾分校（1970年）[17]

### 倉敷市
- 由加学園小学校（1973年）[18]
- 児島市立下津井小学校（1958年倉敷市立下津井西小学校[19]と倉敷市立下津井東小学校[20]〈いずれも当時：児島市立〉へ分割）
- 倉敷市立下津井西小学校六口島分校（1967年休校、1989年廃校）[19]
- 倉敷市立下津井西小学校釜島分校（1974年1月休校、1989年廃校）[19]
- 倉敷市立下津井西小学校松島分校（1989年休校、2000年廃校）[19]
- 倉敷市立郷内小学校尾原分校（2008年休校、2020年閉校）[21]
- 倉敷市立霞丘小学校（2022年）[22]
- 倉敷市立琴浦北小学校（2022年休校）[22]

### 津山市
- 津山市立福岡小学校（1954年津山市立南小学校開校に伴い廃校）[23]
- 津山市立第一小学校（1962年苫田小と統合し津山市立北小学校へ）[24]
- 津山市立苫田小学校（1962年第一小と統合し北小へ）[24]
- 津山市立第二小学校（1962年中道小と統合し津山市立東小学校へ）[25]
- 津山市立中道小学校（1962年第二小と統合し東小へ）[25]
- 津山市立福南小学校（1966年南小へ統合）[注釈 1]
- 津山市立二宮小学校（1969年田邑小と統合し津山市立向陽小学校へ）[26]
- 津山市立田邑小学校（1969年二宮小と統合し向陽小へ）[26]
- 津山市立阿波小学校（2014年津山市立加茂小学校へ統合）[27]
- 一宮村立一宮小学校〈旧〉（1951年東一宮小と統合し津山市立一宮小学校〈当時：一宮村立〉へ）[28]
- 東一宮村立東一宮小学校（1951年一宮小〈旧〉と統合し一宮小〈新〉へ）[28]
- 加茂町立加茂小学校黒木分校（1966年）[注釈 2]
- 加茂町立上加茂小学校河井分校（1967年）[注釈 2]
- 加茂町立加茂小学校〈旧〉（1975年統合により加茂小〈新〉へ）[27]
- 加茂町立上加茂小学校（同上）[27]
- 加茂町立加茂東小学校（同上）[27]
- 加茂町立加茂西小学校（同上）[27]
- 加茂町立加茂小中学校倉見分校（1977年）[27]
- 勝北町立広戸小学校奥津川分校（1981年）[29]

### 玉野市
- 玉野市立八浜小学校大崎分校（1972年）[30]
- 玉野市立田井小学校田井の浦分校（1973年10月）[31]
- 玉野市立奥玉小学校（1992年玉野市立玉小学校へ統合）[32]
- 玉野市立胸上小学校石島分校（2012年休校、2013年廃校）[30]

### 笠岡市
- 笠岡市立大島小学校〈旧〉（1965年大島西小と統合し笠岡市立大島小学校〈新〉へ）[33]
- 笠岡市立大島西小学校（1965年大島小〈旧〉と統合し大島小〈新〉へ）[33]
- 笠岡市立吉田小学校尾坂分校（1965年）[34]
- 笠岡市立富岡小学校（1966年横江小と統合し笠岡市立中央小学校へ）[35]
- 笠岡市立横江小学校（1966年富岡小と統合し中央小へ）[35]
- 笠岡市立笠岡東小学校（1968年笠岡西小と統合し笠岡市立笠岡小学校へ）[36]
- 笠岡市立笠岡西小学校（1968年笠岡東小と統合し笠岡小へ）[36]
- 笠岡市立高島小学校（1980年笠岡市立神島外小学校へ統合）[37]
- 笠岡市立北木小学校楠分校（1982年）[34]
- 笠岡市立北木小学校〈旧〉（2001年統合により笠岡市立北木小学校〈新〉へ）[38]
- 笠岡市立北木西小学校（同上）[38]
- 笠岡市立北木小学校豊浦分校（同上）[38]
- 笠岡市立飛島小学校（2011年休校、2014年10月廃校）[34]
- 笠岡市立大島東小学校（2018年大島小へ統合）[39]
- 笠岡市立白石小学校（2019年休校）[40]
- 笠岡市立今井小学校（2023年笠岡小へ統合）[41]

### 井原市
- 井原市立高屋第一小学校（1973年高屋第二小と統合し井原市立高屋小学校へ）[42]
- 井原市立高屋第二小学校（1973年高屋第一小と統合し高屋小へ）[42]
- 井原市立川相小学校（1984年芳井小川相分校から独立、2007年井原市立芳井小学校へ統合）[43]
- 井原市立共和小学校（2008年芳井小へ統合）[43]
- 井原市立明治小学校（同上）[43]
- 美星町立堺小学校（1970年統合により井原市立美星小学校〈当時：美星町立〉へ）[注釈 3]
- 美星町立美山小学校（同上）
- 美星町立宇頭小学校（同上）
- 美星町立宇戸谷小学校（同上）
- 美星町立黒忠小学校（同上）
- 美星町立明治小学校（同上）
- 芳井町立芳井小学校天神山分校（1965年）[43]
- 芳井町立芳井小学校宇戸川分校（1967年）[43]
- 芳井町立三原小学校（1998年共和小へ統合）[44]

### 総社市
- 総社市立久代小学校（1966年山田小と統合し総社市立総社西小学校へ）[45]
- 総社市立山田小学校（1966年久代小と統合し総社西小へ）[45]
- 総社市立三須小学校（1972年服部小と統合し総社市立総社東小学校へ）[46]
- 総社市立服部小学校（1972年三須小と統合し総社東小へ）[46]
- 総社市立維新小学校（2024年総社市立昭和中学校などと統合し総社市立昭和五つ星学園義務教育学校へ）[47]
- 総社市立昭和小学校（同上）[47]

### 高梁市
- 高梁市立増原小学校（1959年玉小〈現：高梁市立玉川小学校〉増原分校となり、1963年廃校）[48]
- 高梁市立下切小学校（1961年玉川小下切分校となり、1969年廃校）[48]
- 高梁市立高梁北小学校（1970年高梁南小と統合し高梁市立高梁小学校へ）[49]※高梁小学校の校舎・校地は、旧高梁北小学校のものを引き継いでいる。
- 高梁市立高梁南小学校（1970年高梁北小と統合し高梁小へ）[49]
- 高梁市立高山小学校（1970年川上小高山校舎となり、1979年再独立、2003年休校、児童は高梁市立川上小学校へ通学）[50]※休校当時、川上町立
- 高梁市立高倉小学校（2010年高梁市立川面小学校へ統合）[51]
- 高梁市立吹屋小学校（2012年高梁市立成羽小学校へ統合）[52]
- 高梁市立布寄小学校（同上）[52]
- 高梁市立平川小学校（2013年高梁市立富家小学校へ統合）[53]
- 高梁市立湯野小学校（同上）[53]
- 高梁市立西山小学校（2016年市外の新見市立野馳小学校へ越境統合）[54]
- 高梁市立有漢西小学校（2022年有漢東小学校へ統合）[55]
- 高梁市立有漢東小学校（2025年高梁市立有漢中学校と統合し、義務教育学校の高梁市立有漢学園へ）[56]
- 高梁市立宇治小学校（2025年成羽小へ統合）[57]
- 高梁市立松原小学校（2025年高梁小へ統合）[57]
- 有漢町立有漢小学校精華分校（1957年）[58]
- 川上町立三沢小学校（1961年地頭小へ統合）[50]
- 川上町立下大竹小学校（1968年地頭小へ統合）[50]
- 川上町立地頭小学校（1970年川上小新設に伴い同小学校地頭校舎となり、1971年完全統合）[50]
- 川上町立領家小学校（1970年川上小領家校舎となり、1971年完全統合）[50]
- 川上町立七地小学校（1970年川上小七地校舎となり、1971年完全統合）[50]
- 川上町立仁賀小学校（1970年川上小仁賀校舎となり、1971年完全統合）[50]
- 川上町立上大竹小学校（1970年川上小新設に伴い、同小地頭校舎へ統合）[50]
- 川上町立高山市小学校（1970年川上小新設に伴い、同小高山校舎〈旧高山小〉へ統合）[50]
- 成羽町立小泉小学校（1978年高梁市立成羽小学校〈当時：成羽町立〉へ統合）[注釈 4]
- 成羽町立中野小学校（1980年吹屋小へ統合）
- 成羽町立坂本小学校（1994年成羽小へ統合）[59]
- 成羽町立日名小学校（1999年成羽小へ統合）[60]
- 備中町立布瀬小学校（1977年統合により富家小へ）[注釈 5]
- 成羽町立中野小学校（1980年吹屋小へ統合）
- 備中町立布賀小学校（1987年富家小へ統合）
- 備中町立長谷小学校（同上）
- 備中町立田原小学校（同上）

### 新見市
- 新見市立吉原小学校（1972年足立小へ統合）[61]
- 新見市立草間小学校（1974年土橋小と統合し草間台小〈初代〉へ）[62]
- 新見市立土橋小学校（1974年草間小と統合し草間台小〈初代〉へ）[62]
- 新見市立足立小学校吉原冬季分校（1984年9月30日）[61]
- 新見市立法曽小学校（2002年新見市立井倉小学校へ統合）[63]
- 新見市立含翠小学校（2003年井倉小へ統合）[63]
- 新見市立千屋小学校〈旧〉（2004年実小と統合し新見市立千屋小学校〈新〉へ）[64]
- 新見市立実小学校（2004年千屋小〈旧〉と統合し千屋小〈新〉へ）[64]
- 新見市立新郷小学校〈2代目〉（2005年高瀬小と統合し新見市立神郷北小学校へ）[65]
- 新見市立高瀬小学校（2005年新郷小〈2代目〉と統合し神郷北小へ）[65]
- 新見市立大井野小学校（2005年新見市立刑部小学校へ統合）[66]
- 新見市立淳和小学校（同上）[66]
- 新見市立布瀬小学校（2006年刑部小へ統合）[66]
- 新見市立足立小学校（2006年新見市立神代小学校へ統合）[67]
- 新見市立福本小学校（2007年新見市立上市小学校へ統合）[68]
- 新見市立油野小学校（2007年神代小へ統合）[67]
- 新見市立下熊谷小学校（2009年新見市立思誠小学校へ統合）[69]
- 新見市立草間台小学校〈初代〉（2010年豊永小と統合し新見市立草間台小学校〈2代目〉へ）[62]
- 新見市立豊永小学校（2010年草間台小〈初代〉と統合し草間台小〈2代目〉へ）[62]
- 新見市立足見小学校（2012年明新小へ統合）[70]
- 新見市立明新小学校（2013年唐松小と統合し新見市立新見南小学校へ）[70]
- 新見市立唐松小学校（2013年明新小と統合し新見南小へ）[70]
- 新見市立菅生小学校（2014年新見市立塩城小学校へ統合）[71]
- 新見市立田治部小学校（2015年刑部小へ統合）[72]
- 新見市立正田小学校（2016年新見南小へ統合）[70]
- 新見市立井倉小学校（2023年新見南小へ統合）[41]
- 新見市立萬歳小学校（2023年新見市立本郷小学校へ統合）[41]
- 神代村立笹尾小学校（1954年神代小笹尾分校となり、1984年休校、1994年廃校）[67]
- 神郷町立新郷小学校〈初代〉（1963年三坂小と統合し新郷小〈2代目〉へ）[65]
- 神郷町立三坂小学校（1963年新郷小〈初代〉と統合し新郷小〈2代目〉へ）[65]
- 神郷町立油野小学校三室分校（1990年休校、2001年廃校）[73]
- 哲多町立花木小学校（1972年新見市立本郷小学校〈当時：哲多町立〉へ統合）[74]
- 哲多町立萬歳小学校荻尾分校（1975年）[75]
- 哲多町立宮河内小学校（1996年本郷小へ統合）[74]
- 哲多町立大田小学校（2001年蚊家小と統合し新見市立新砥小学校〈当時：哲多町立〉へ）[76]
- 哲多町立蚊家小学校（2001年大田小と統合し新砥小へ）[76]
- 大佐町立大井野小学校君山分校（2003年）[77]

### 備前市
- 備前市立日生西小学校鴻島分校（1993年休校[78]、2017年廃校[79]）
- 備前市立大多府小学校（2008年）[80]
- 備前市立日生南小学校（2016年[81]）
- 備前市立神根小学校（2017年備前市立吉永小学校へ統合）[82]
- 備前市立三国小学校（同上）[82]
- 吉永町立三国東小学校（1970年三国西小と統合し三国小へ）[83]
- 吉永町立三国西小学校（1970年三国東小と統合し三国小へ）[83]
- 吉永町立和意谷小学校（1973年）

### 瀬戸内市
- 瀬戸内市立玉津小学校（2013年瀬戸内市立邑久小学校へ統合）[84]
- 邑久町立裳掛小学校第三分校（1959年）[85]
- 邑久町立裳掛小学校第二分校（1965年）[86]
- 邑久町立邑久小学校〈旧〉（1969年統合により邑久小〈新〉へ）[87]
- 邑久町立福田小学校（同上）[87]
- 邑久町立豊原小学校（同上）[88]
- 邑久町立明徳小学校（同上）[89]
- 邑久町立淳風小学校（同上）[87]
- 牛窓町立西小学校西脇分校（1968年）[90]

### 赤磐市
- 熊山町立熊山小学校（1960年赤磐市立豊田小学校〈当時：熊山町立〉熊山分校となり、1962年廃校）[91]
- 吉井町立鳩岡小学校（1968年）
- 吉井町立沓石小学校（1971年仁堀小へ統合）
- 吉井町立周匝小学校（1979年統合により赤磐市立城南小学校〈当時：吉井町立〉へ）[92]
- 吉井町立黒本小学校（同上）[92]
- 吉井町立佐伯北小学校（同上）[92]
- 吉井町立仁堀小学校（1981年布都美小と統合し赤磐市立仁美小学校〈当時：吉井町立〉へ）[93]
- 吉井町立布都美小学校（1981年仁堀小と統合し仁美小へ）[93]
- 山陽町立高月小学校（1970年統合により赤磐市立山陽小学校〈当時：山陽町立〉へ）[94]
- 山陽町立高陽小学校（同上）[94]
- 山陽町立西山小学校（同上）[94]

### 真庭市
- 真庭市立上田小学校上山分校（1997年休校[95]、2017年校舎解体[96]）
- 真庭市立木山小学校日野上分校（2007年休校）[97]
- 真庭市立上田小学校（2011年休校、児童は津田小へ通学[98]）
- 真庭市立別所小学校（2011年休校、児童は真庭市立美川小学校へ通学）[98]
- 真庭市立阿口小学校（2013年休校、児童は呰部小へ通学）[99]
- 真庭市立津田小学校（2014年休校[100]、児童は真庭市立落合小学校へ通学）
- 真庭市立中津井小学校（2018年統合により真庭市立北房小学校へ）[101]
- 真庭市立呰部小学校（同上）[101]
- 真庭市立上水田小学校（同上）[101]
- 真庭市立水田小学校（同上）[101]
- 美甘村立美甘小学校田口分校（1964年）[102][注釈 6]
- 美甘村立美甘小学校黒田分校（1964年）[103]
- 美甘村立美甘小学校鉄山分校（1964年）[104]
- 美甘村立美甘小学校野尾分校（1964年）[105]
- 湯原町立湯原小学校仲間分校（1965年）
- 湯原町立湯本小学校（1968年真庭市立湯原小学校〈当時：湯原町立〉へ統合）[注釈 7]
- 湯原町立見明戸小学校（同上）
- 勝山町立勝山小学校荒田分校（1965年）[注釈 8]
- 勝山町立神代小学校（1971年真庭市立勝山小学校〈当時：勝山町立〉へ統合）
- 勝山町立城北小学校（同上）
- 勝山町立勝山小学校星山分校（1996年）[106]
- 勝山町立富山小学校（1999年真庭市立富原小学校〈当時：勝山町立〉へ統合）[107]
- 川上村立徳田小学校（1968年茅部小と統合し真庭市立川上小学校〈当時：川上村立〉へ）[108]
- 川上村立茅部小学校（1968年徳田小と統合し川上小へ）[108]
- 八束村立福田小学校（1970年長田小と統合し真庭市立八束小学校〈当時：蒜山教育事務組合立〉へ）☆旧校舎は菅公アパレル蒜山工場として利用されている。
- 八束村立長田小学校（1970年福田小と統合し八束小へ）☆跡地は真庭市社会協議会八束支所、旧校舎の一部は蒜山郷土館として利用されている。

### 美作市
- 美作市立巨勢小学校（2006年[109]）
- 美作市立吉野小学校（2008年美作市立江見小学校へ統合）[110]
- 美作市立粟井小学校（2015年江見小へ統合）[110]
- 美作市立梶並小学校（2016年美作市立勝田小学校へ統合）[111]
- 美作市立東粟倉小学校（2023年美作市立大原小学校へ統合）[41]
- 美作町立粟広小学校（1956年豊国小へ統合）[112]
- 美作町立林野小学校（1965年美作市立美作第一小学校〈当時：美作町立〉新設に伴い廃校）[注釈 9]
- 美作町立湯郷小学校（同上）
- 美作町立豊国小学校（1975年楢原小と統合し美作市立美作北小学校〈当時：美作町立〉へ）[112]
- 美作町立楢原小学校（1975年豊国小と統合し美作北小へ）[112]
- 美作町立豊田小学校（2003年美作北小へ統合）[112]
- 英田町立河会小学校（1971年統合により美作市立英田小学校〈当時：英田町立〉へ）[113]
- 英田町立上山小学校（同上）[113]
- 英田町立福本小学校（同上）[113]
- 英田町立公文小学校（同上）[113]
- 大原町立大原小学校〈旧〉（1972年統合により大原小へ）[114]
- 大原町立大野小学校（同上）[114]
- 大原町立讃甘小学校（同上）[114]
- 大原町立大吉小学校（同上）[114]
- 勝田町立東谷小学校（1984年梶並小へ統合）[115]
- 勝田町立右手小学校（1991年梶並小へ統合）[116]
- 勝田町立久賀小学校（1992年勝田小へ統合）[111]
- 作東町立豊野小学校（1998年江見小へ統合）[110]
- 作東町立福山小学校（1999年美作市立土居小学校〈当時：作東町立〉へ統合）[117]

### 浅口市
- 浅口市立鴨方西小学校阿部山分校（1973年休校）[118]
- 浅口市立寄島小学校（2025年寄島中と統合し義務教育学校の浅口市立寄島学園へ）[119]
- 寄島町立寄島西小学校柴木分校（1967年）[120]
- 寄島町立寄島西小学校（1992年寄島東小と統合し寄島小へ）
- 寄島町立寄島東小学校（1992年寄島東小と統合し寄島小へ）

## 郡部

### 和気郡
- 和気町立保曾小学校（1971年日笠小へ統合）[121]
- 和気町立佐伯小学校〈初代〉（2017年山田小と統合し和気町立佐伯小学校〈2代目〉へ）[122]
- 和気町立山田小学校（2017年佐伯小〈初代〉と統合し佐伯小〈2代目〉へ）[122]
- 和気町立和気小学校〈旧〉（2017年統合により和気町立和気小学校〈新〉へ）[123]
- 和気町立石生小学校（同上）[123]
- 和気町立日笠小学校（同上）[123]
- 和気町立藤野小学校（同上）[123]☆旧校地は、和気小〈新〉の校舎・校地として使用。
- 佐伯町立塩田小学校（1968年山田小へ統合）[121]
- 佐伯町立三保小学校（1968年佐伯小〈初代〉へ統合）[121]

### 苫田郡
- 鏡野町立越畑小学校（1976年）
- 鏡野町立小田小学校（1981年統合により鏡野町立鶴喜小学校へ）[124]
- 鏡野町立中谷小学校（同上）[124]
- 鏡野町立近衛小学校（同上）[124]
- 鏡野町立芳野小学校（1986年郷小と統合し鏡野町立南小学校へ）[125]
- 鏡野町立郷小学校（1986年芳野小と統合し南小へ）[125]
- 鏡野町立奥津小学校〈2代目〉（2023年統合により鏡野町立奥津小学校〈3代目〉へ）[126]
- 鏡野町立富小学校（同上）[126]
- 鏡野町立上齋原小学校（2020年休校、校区を奥津小へ編入[127]。2023年同上）[126]
- 鏡野町立香々美小学校〈旧〉（2023年統合により鏡野町立香々美小学校〈新〉へ）[126]
- 鏡野町立香北小学校（同上）[126]
- 上齋原村立上齋原小学校小林分校（1976年）[128]
- 上齋原村立上齋原小学校赤和瀬分校（1976年）[128]
- 奥津町立羽出小学校泉源分校（1983年）
- 奥津町立羽出小学校西谷分校（1987年）
- 奥津町立奥津小学校〈初代〉（1992年統合により奥津小〈2代目〉へ）[129]
- 奥津町立泉小学校（同上）[130]
- 奥津町立久田小学校（同上）[131]
- 奥津町立羽出小学校（同上）[132]
- 富村立富小学校余川分校（1965年）[133]
- 富村立富小学校興基分校（1979年）[133]

### 勝田郡
- 勝央町立高取小学校（1968年勝央町立勝間田小学校へ統合）[134]
- 勝央町立植月小学校（2008年統合により勝央町立勝央北小学校へ）[135]
- 勝央町立吉野小学校（同上）[135]
- 勝央町立古吉野小学校（同上）[135]
- 奈義町立北吉野小学校（1960年統合により奈義町立奈義小学校へ）[136]
- 奈義町立豊田小学校（同上）[136]
- 奈義町立豊並小学校（同上）[136]
- 奈義町立西原小学校（1961年奈義小へ統合）[136]
- 奈義町立奈義小学校小坂分校（1970年休校、1986年廃校）[136]

### 英田郡
- 西粟倉村立西粟倉小学校〈旧〉（1999年影石小と統合し西粟倉村立西粟倉小学校〈新〉へ）[137]
- 西粟倉村立影石小学校（1999年西粟倉小〈旧〉と統合し西粟倉小〈新〉へ）[138]

### 久米郡
- 久米南町立神目小学校山手分校（1959年）[139]
- 久米南町立全間小学校（1972年久米南町弓削小学校へ統合）[140]
- 久米南町神目小学校〈旧〉（1978年龍山小と統合し久米南町神目小学校〈新〉へ）[139]
- 久米南町立龍山小学校（1978年神目小〈旧〉と統合し神目小〈新〉へ）[139]
- 美咲町立（旧・中央町立）大垪和小学校（2006年統合により美咲町立美咲中央小学校へ）[141]
- 美咲町立（旧・中央町立）打穴小学校（同上）[141]
- 美咲町立（旧・中央町立）厚生小学校（同上）[141]
- 美咲町立旭小学校（2023年美咲町立旭中学校と統合し、義務教育学校である美咲町立旭学園へ）[41]
- 美咲町立柵原東小学校（2024年柵原東小・柵原西小・柵原中が統合し、義務教育学校である美咲町立柵原学園へ）[142]
- 美咲町立柵原西小学校（同上）[142]
- 旭町立友清小学校（1959年西川小〈のち、第三小に改称〉へ統合）[143]
- 旭町立黒岩小学校（1961年第一小[144]と垪和小[145]へ分割統合）
- 旭町立里仁小学校（1962年中山小〈のち、第二小に改称〉へ統合）[146]
- 旭町立垪和小学校（1964年栃原小と統合し第四小へ）[145]
- 旭町立栃原小学校（1964年垪和小と統合し第四小へ）[145]
- 旭町立第一小学校（1992年統合により旭小へ）[147]
- 旭町立第二小学校（同上）[147]
- 旭町立第三小学校（同上）[147]
- 旭町立第四小学校（同上）[147]
- 旭町立第五小学校（同上）[147]
- 柵原町立南和気第二小学校（1959年）[148]
- 柵原町立大戸小学校（1982年柵原西小新設に伴い廃校）[149]
- 柵原町立久木小学校（同上）[149]
- 柵原町立吉ヶ原小学校（同上）[149]
- 柵原町立飯岡小学校（1992年柵原西小へ統合）[149]
- 柵原町立北和気小学校（1993年南和気小と統合し柵原東小へ）[148]
- 柵原町立南和気小学校（1993年北和気小と統合し柵原東小へ）[148]

### 加賀郡
- 吉備中央町立津賀小学校〈2代目〉（2025年統合により吉備中央町立加賀東小学校へ）[150]
- 吉備中央町立円城小学校（同上）[150]
- 吉備中央町立御北小学校（同上）[150]
- 吉備中央町立上竹荘小学校（2025年統合により吉備中央町立加賀西小学校へ）[150]
- 吉備中央町立豊野小学校（同上）[150]
- 吉備中央町立下竹荘小学校（同上）[150]
- 吉備中央町立吉川小学校（2025年統合により吉備中央町立加賀南小学校へ）[150]
- 吉備中央町立大和小学校 (同上）[150]
- 吉備中央町立吉備高原小学校（同上）[150]
- 加茂川町立津賀東小学校（1958年津賀小〈初代〉へ統合）[151]
- 加茂川町立津賀南小学校（同上）[151]
- 加茂川町立円城小学校〈旧〉（1980年高富小と統合し円城小へ）[152]
- 加茂川町立高富小学校（1980年円城小〈旧〉と統合し円城小〈新〉へ）[152]
- 加茂川町立長田小学校（1989年統合により御北小へ）[153]
- 加茂川町立豊岡小学校（同上）[153]
- 加茂川町立新山小学校（同上）[153]
- 加茂川町立円城小学校加茂山分校（1991年）[154]
- 加茂川町立津賀小学校〈初代〉（1990年津賀西小と統合し津賀小〈2代目〉へ）[151]
- 加茂川町立津賀西小学校（1990年津賀小〈初代〉と統合し津賀小〈2代目〉へ）[151]
- 賀陽町立終南小学校（1969年上竹荘小へ統合）[155]